# George Robertson (dirkač)
George Robertson (tudi Joe Robertson), ameriški dirkač, * 1884, New York, New York, ZDA, † 4. julij 1955, ZDA.
V sezoni 1906 je nastopil na dirki Vanderbilt Cup, kjer je na treningu postavljal najhitrejše čase, toda nenadoma je na njegovem dirkalniku Apperson odpovedal krmilni sistem in zletel je najprej v telegrafski drog, nato pa še v drevo. Čudežno se Robertson v nesreči ni poškodoval. Po letu premora, ko dirke ni bilo, je ponovno nastopil na dirki Vanderbilt Cup v sezoni 1908. Ta dirka je bila vrhunec njegove kariere, saj je z dirkalnikom Locomobile dosegel svojo edino zmago na dirkah za Veliko nagrado, njegova zmaga je bila tudi prva zmaga ameriškega dirkača na dirki z ameriškim dirkalnikom. Ob tem je uspešno nastopal tudi na vzdržljivostih dirkah na ovalih. Na prostem treningu za dirko Vanderbilt Cup v sezoni 1910 je dovolil, da je ob njem v dirkalniku sedel novinar, ki ga je v enem od ostrih ovinkov zajela panika in je toliko oviral Robertsona, da sta zletela s steze. Robertson je utrpel hude poškodbe rok, zaradi katerih je bilo njegove dirkaške kariere konec. Umrl je leta 1955 v starosti enainsedemdesetih let.